# Sågskapania
Sågskapania (Scapania umbrosa) är en levermossart som först beskrevs av Heinrich Adolph Schrader, och fick sitt nu gällande namn av Barthélemy Charles Joseph Dumortier. Sågskapania ingår i släktet skapanior, och familjen Scapaniaceae. Arten är reproducerande i Sverige.